# Випускні дані
Випускні дані — це частина вихідних відомостей, у яких дається виробничо-поліграфічна характеристика видання. Згідно із проектом нового українського стандарту[якого?], випускні дані повинні містити :
- формат паперу та частку аркуша;
- наклад (тираж);
- обсяг видавництва в умовних друкованих аркушах (та обліково-видавничих аркушах);
- номер замовлення виготівника видавничої продукції;
- назву та місцезнаходження видавця;

- відомості про видачу видавцю свідоцтва про внесення до Державного реєстру України видавців, виготівників і розповсюджувачів видавничої продукції;

- назву та місцезнаходження виготівника видавничої продукції (типографія, друкарня), а також відомості про його внесення до Державного реєстру.

Цим же стандартом рекомендується додатково наводити телефон, факс, електронну адресу видавця (видавництва).